# Quatuor à cordes no 1 de Beethoven
Op. 18 : no 1
Pour les articles homonymes, voir Quatuor à cordes no 1.
Le Quatuor à cordes no 1 en fa majeur, opus 18 no 1, de Ludwig van Beethoven, est composé en 1799, publié en 1801 et dédicacé avec les cinq suivants au prince Joseph Franz von Lobkowitz. Il s'agit du premier quatuor à cordes sur les seize que Beethoven a publiés, mais le second composé.

## Présentation de l'œuvre

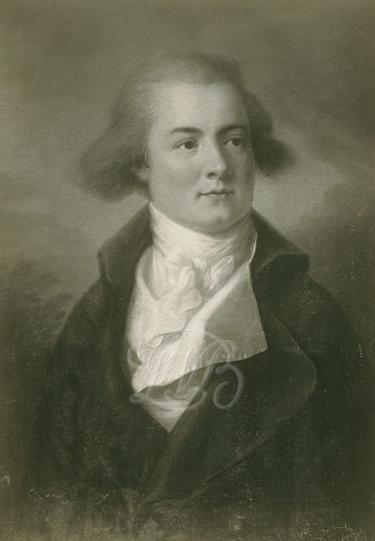
Le prince Lobkowitz

Il est chronologiquement le deuxième des six premiers quatuors de Beethoven. L'ordre de composition de ces quatuors étant no 3, no 1, no 2, no 5, no 4, no 6,. L'ordre de publication a été voulu par Beethoven.
Beethoven a composé cette œuvre entre janvier et mars, ou février à avril 1799. Elle est primitivement destinée à son ami Karl Amenda, auquel il en envoie une copie le 25 juin 1799, avec le titre Quartetto N° II. Il a été écrit la même année que sa sonate pour piano no 8, dite « pathétique » et un an avant sa première symphonie.
Il est fortement révisé au cours de l'été 1800. 
Le 1er juillet 1801, Beethoven écrit à son ami : « Prends garde de ne remettre à personne ton quatuor, car je l'ai beaucoup remanié, attendu que maintenant seulement je sais écrire des quatuors corrects, comme tu pourras le constater quand tu les recevras ».
D'après l'ami de Beethoven, le deuxième mouvement a été inspiré par la scène du tombeau de Romeo et Juliette de William Shakespeare. 
L'édition originale des six quatuors op.18 est réalisée à Vienne par Tranquillo Mollo, en deux livraisons, en juin et octobre 1801. Le titre est en français : Six Quatuors pour deux violons, Alto et Violoncelle composés et dédiés a son Altesse Monseigneur le prince régnant de Lobkowitz par Louis van Beethoven.
Il comporte quatre mouvements :
1. Allegro con brio, à 
, en fa majeur
2. Adagio affettuoso ed appassionato, à 
, en ré mineur
3. Scherzo. Allegro molto, à 
, en fa majeur
4. Allegro, à 
, en fa majeur

Sa durée d’exécution est d'environ 28 minutes, la plus longue des six quatuors de l'opus 18.

## Repères discographiques
- Quatuor Busch, 1942 (Sony)[9]
- Quatuor Hongrois, 1953 (EMI)[10]
- Quatuor Végh, 1974 (Auvidis-Valois)[11]
- Quatuor Alban Berg, 1979 (EMI)[12],[13]
- Quatuor Takács, 2004 (Decca)[14]
- Quatuor de Tokyo, 2009 (Harmonia Mundi)
- Quatuor Artemis, 2011 (Virgin Classics)[15]
- Quatuor Belcea, 2012 (Zig-Zag Territoires)[16]
- Quatuor Ébène, 2020 (Erato)[17]